# مجادله وایتواتر

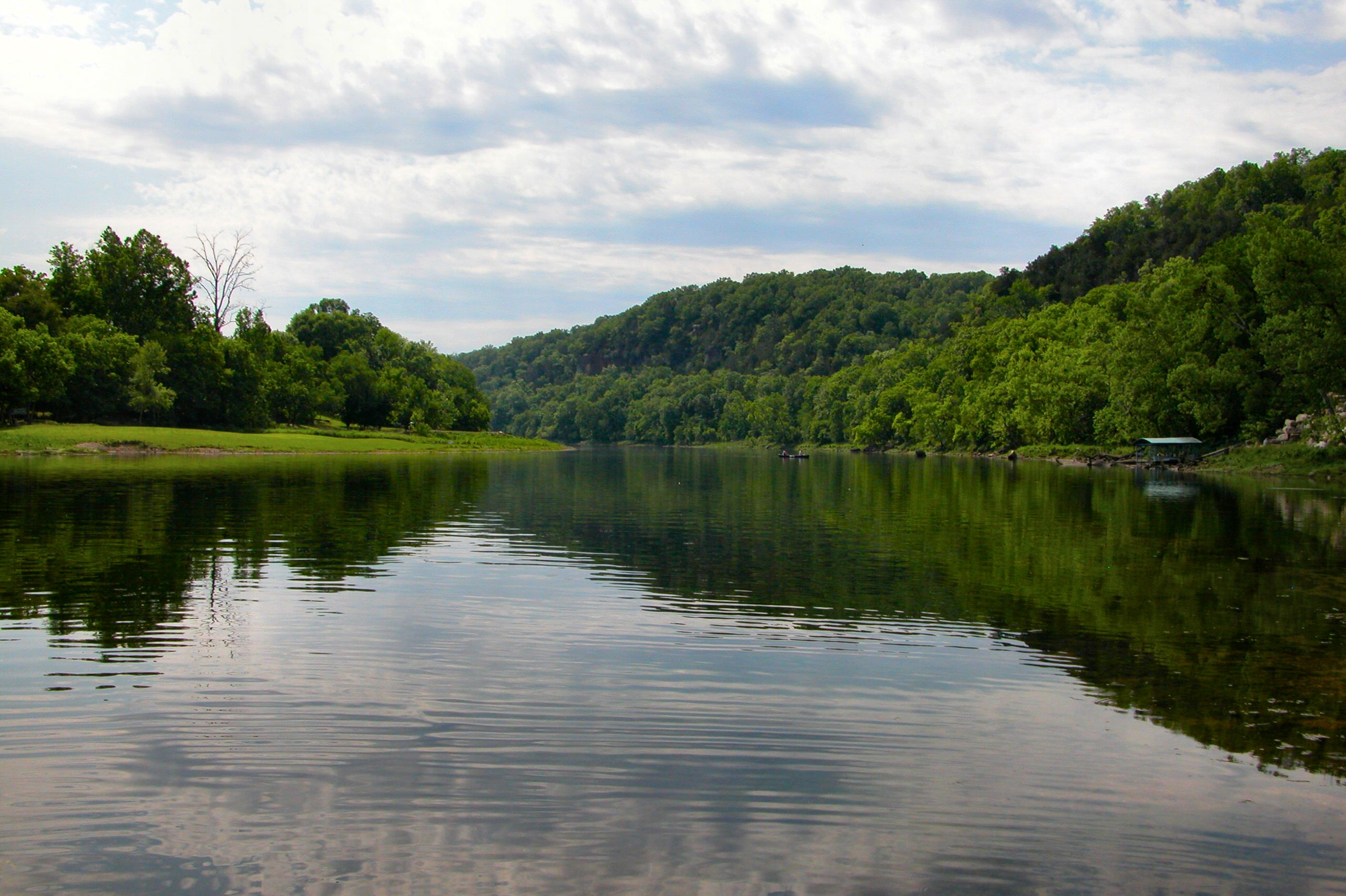
مجادله وایتواتر

مجادله وایتواتر (انگلیسی: Whitewater controversy) یا رسوایی وایتواتر با تحقیقات مربوط به سرمایه‌گذاری‌های املاک و مستغلات بیل و هیلاری کلینتون و همکارانشان جیم و سوزان مکدوگل در ابرشرکت توسعه وایتواتر که یک شرکت کسب و کاری ورشکسته در دهه‌های ۷۰ و ۸۰ بود شروع شد. این مقاله علاقه محققی به نام ال. جین لوییس را که مشغول تحقیق در زمینه ورشکستگی یک شرکت پس‌انداز و پرداخت وام در مالکیت جیم و سوزان مکدوگل بود برانگیخت. لوییس ارتباط بین او را مورد بررسی قرار داد و در درخواستی به اف‌بی‌آی بیل و هیلاری کلینتون را به عنوان شاهد در پرونده مکدوگل ذکر کرد. اف بی آی و دادستان ایالات متحده در لیتل راک آرکانزاس این درخواست را فاقد شرایط دانستند ولی لوییس به پیگیری آن در وزارت دادگستری ایالات متحده آمریکا ادامه داد. نهایتاً درخواست‌های او برای شهادت به آگاهی عموم رسید و هیلاری کلینتون در ۱۹۹۵ در برابر کمیته وایتواتر سنا شهادت داد.
در ماه مارس سال ۱۹۹۲ در جریان انتخابات ریاست جمهوری آمریکا مقاله‌ای در نیویورک تایمز منتشر شد در گزارش داد که کلینتون‌ها، فرماندار و بانوی اول وقت آرکانزاس، در این شرکت سرمایه‌گذاری کرده و پول از دست داده بودند.
بیل هیل، منشأ اتهامات جنایی علیه کلینتون‌ها در نوامبر ۱۹۹۳ مدعی شد بیل کلینتون به او فشار وارد کرده ۳۰۰۰۰۰ دلار وام به سوزان مکدوگل طرف کلینتون‌ها در معاملهٔ زمین وایتواتر بدهد. هواداران کلینتون اتهامات هیل را سؤال‌برانگیز دانستند چرا که هیل در بررسی اولیه اف بی آی در ۱۹۸۹ به کلینتون اشاره نکرده بود.